# Heinrich Burger
Heinrich Burger (n. 31 mai 1881, München, Imperiul German – d. 27 aprilie 1942, München, Germania Nazistă) a fost un patinator artistic ce a reprezentat Reichul German, medaliat olimpic. A participat la o ediție a Jocurilor Olimpice (1908) în care a câștigat o medalie de aur.

## Participări
Lista de mai jos prezintă principalele competiții la care a participat Heinrich Burger de-a lungul carierei.
- figure skating at the 1908 Summer Olympics – pairs[*]